# تود بيري
تود بيري (بالإنجليزية: Todd Perry)‏ (و. 1986  م) هو لاعب هوكي الجليد كندي، ولد في ساوث ستورمونت، أونتاريو، مركز لعبه هو مدافع ‏.

## روابط خارجية
- تود بيري على موقع دوري الهوكي الوطني (الإنجليزية)
- تود بيري على موقع دوري الهوكي للقارات (الإنجليزية)
- تود بيري على موقع EliteProspects.com (الإنجليزية)
- تود بيري على موقع HockeyDB.com (الإنجليزية)